# 日本國鐵ED79型電力機車
ED79型電力機車（日语：ED79形電気機関車）是日本國有鐵道的交流電力機車車型之一，适用于供电制式为20千伏50赫兹的工频单相交流电的电气化铁路。
ED79型电力机车是为青函隧道设计的电力机车，与青函隧道在1988年同时正式投入运用，专门用于牵引津輕海峽線的旅客列车和货物列车；其中基本番台和100番台机车是由ED75型700番台电力机车改造而成，全部配属北海道旅客鐵道（JR北海道）；而50番台机车是后来由东芝公司新造的车辆，全部配属日本貨物鐵道（JR货物）。

## 开发背景
1988年3月，连接日本本州青森地区和北海道函馆地区的青函隧道，作为世界上最长的铁路隧道和海底隧道，经历了近25年的施工后终于建成通车，从此形成了从青森直通函馆的津輕海峽線。由于青函隧道是按照整备新干线的计划和标准兴建，亦将会成为北海道新幹線的一部分，在未来只需要铺设標準軌即可满足新幹線高速列车的营运，并且根据自动闭塞制式要求采用了可兼容在來線和新干线列车的ATC-L型列车自动控制系统，因此需要一种能够适应ATC-L自动闭塞制式的交流电力机车。
考虑到日本国铁末期持续亏损的经营状况，为了尽可能节省机车车辆方面的投资费用，日本国铁决定利用部分闲置的ED75型700番台电力机车，将其改造成为可以在ATC区间运行的青函隧道专用机车，也就是仅使用于津輕海峽線的ED79型电力机车。
1986年至1988年间，共有34台ED75型700番台电力机车被改造成ED79型电力机车，当中包括21台基本番台和13台100番台机车，分别用于担当本务机车和补助机车。改造工程主要在土崎工厂（今東日本旅客鐵道秋田綜合車輛中心）、苗穂工廠（今北海道旅客鐵道苗穗工場）、大宮工廠（今東日本旅客鐵道大宮綜合車輛中心）進行，日立製作所和東芝公司亦受委託進行部分機車的改造，以保证所有ED79型电力机车都可以赶及在青函隧道通车前投入运用。

## 形式区分

### 基本番台

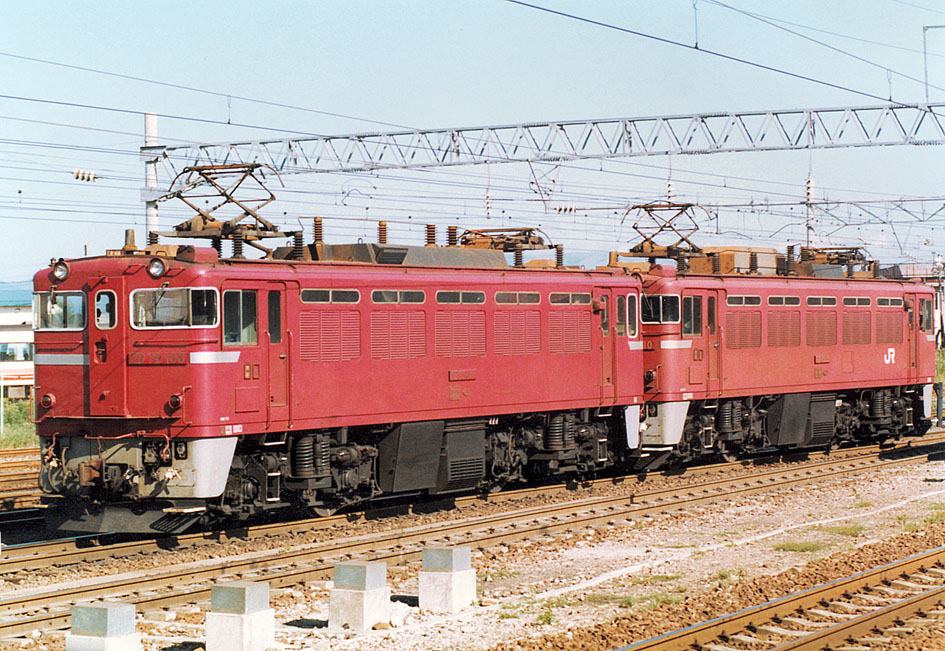
重联运行的ED79型基本番台和100番台机车

1986年至1987年间，共有21台ED75型700番台电力机车被改造成为ED79型基本番台电力机车（1～21），改造内容包括改为采用级间晶闸管相控平滑调压的控制方式，拆除了原本的MA1A型磁放大器和RS44型硅整流器，改装具有再生制动功能的RS50型晶闸管变流器，并增设励磁变压器、高速断路器、牵引及制动工况转换开关、镇流电阻器等配套设备；增加车载ATC列车控制系统和列车无线通信设备，可对应青函隧道的无绝缘轨道电路和无线通信频率，司机室侧窗下方设有无线通信用之板状天线；考虑到牵引特急旅客列车的需要，将齿轮传动比由4.44降低至3.83，使机车最大运用速度提高至110公里/小时，并且将牵引电动机滑动抱轴承改为滚柱轴承；此外，机车还设有电控空气制动系统和制动风管压力控制装置，使列车下坡时即使再生制动万一失效也能安全停车。

### 100番台
1986年至1988年间，共有13台ED75型700番台电力机车被改造成为ED79型100番台电力机车（101～113），专门与基本番台机车重联使用、担当1000吨以上重载货物列车的补机任务，无法单独在青函隧道区间运行。
为了尽可能降低车辆改造成本，并没有对ED79型100番台机车的牵引主电路作出改变，继续沿用了级间磁放大器相控调压的控制方式，亦不具备再生制动的能力。由于固定以青森方向的第一端与基本番台机车重联，因此只在函馆方向的第二端增设ATC信号接收器，以及在该司机室增加信号显示和无线通信设备，不设车载ATC列车控制系统。其他与基本番台机车共通的改造内容包括更改齿轮传动比、改用滚柱抱轴承、电空制动系统和制动风管压力控制装置等。

### 50番台

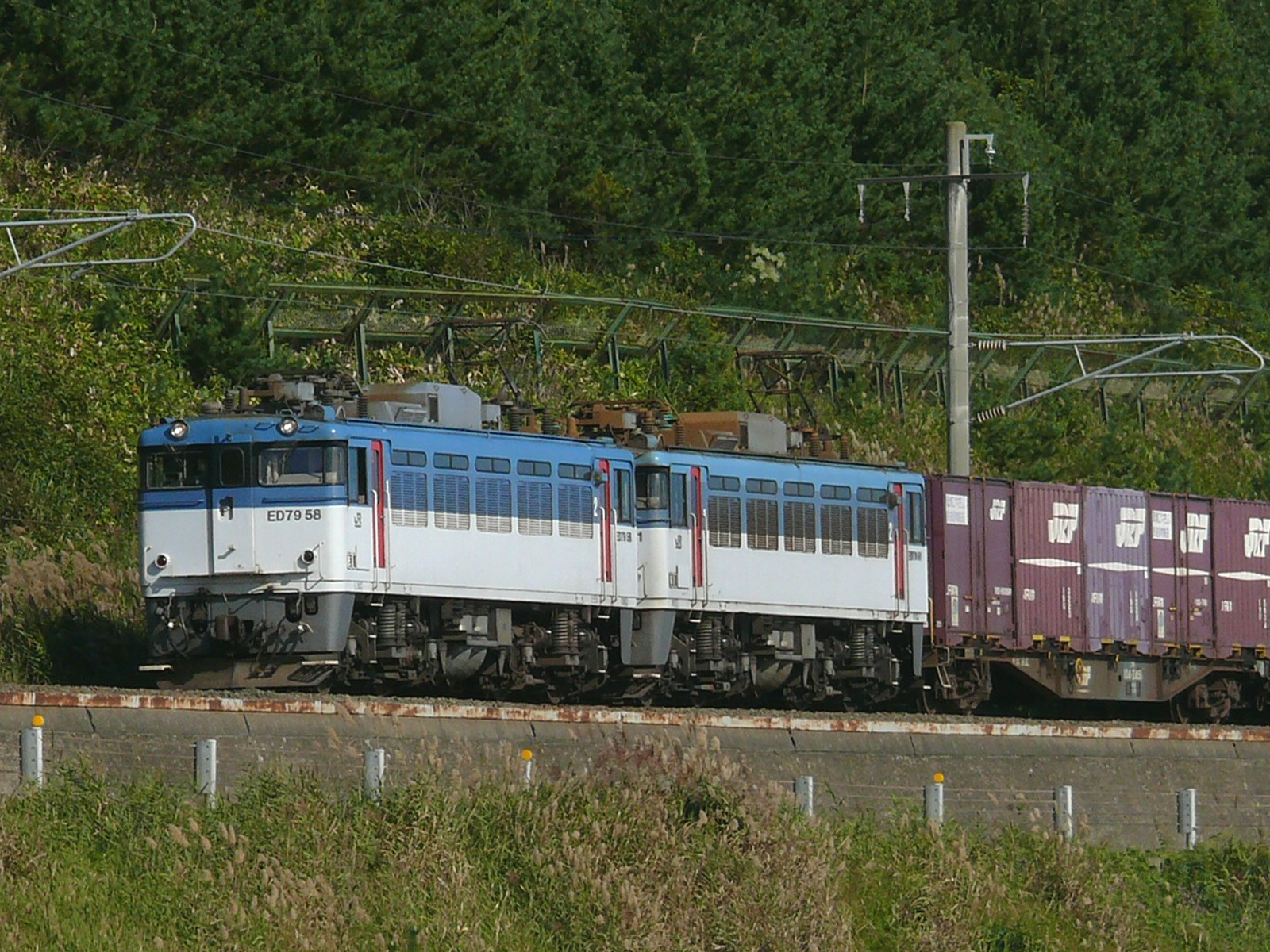
ED79型50番台机车重联牵引货物列车

1989年至1990年间，为了满足國鐵分割民營化之后津轻海峡线货物列车增发的需要，JR货物向东芝公司订购了10台ED79型50番台电力机车（51～60）。这批新造机车的基本结构和技术性能与之前的基本番台机车大致相同，但在一些设备和细节上作出了改良，例如采用了略微后倾的前窗玻璃、前窗上方增设冰柱切割板、改用辗钢整体车轮等。
由于这批机车主要用于牵引货物列车，因此最大运用速度降低至100公里/小时，但50番台机车仍然保留了列车供电系统，需要时亦可牵引“海峡号”旅客列车。ATC信号接收器亦与基本番台机车有异，不论上下行列车的L、U信号皆可接收，并且可自动判断列车行驶方向，因此机车的行驶方向不再受到ATC接收器的限制。因应青函隧道内极为潮湿的环境，加强了平波电抗器、励磁感应线圈、电动通风机、劈相机等电器设备的绝缘性能。此外，为了提高空气制动系统的响应性能和安全性，ED79型50番台机车和EF66型100番台机车一样，以EPL电空制动阀取代传统的空气制动阀，并增加总风缸压力开关和保护开关。
车体涂装方面，50番台机车采用了JR货物标准色涂装，车体上半部使用深浅蓝色的组合，车体下半部为浅灰色，转向架部分为灰色，司机室侧门为土黄色。

### 车辆列表
| 番台区分 | 机车编号 | 前身     | 改造厂     | 落成时间   |
| -------- | -------- | -------- | ---------- | ---------- |
| 基本番台 | ED79 1   | ED75 765 | 土崎工厂   | 1986年9月  |
| 基本番台 | ED79 2   | ED75 772 | 土崎工厂   | 1987年1月  |
| 基本番台 | ED79 3   | ED75 773 | 土崎工厂   | 1987年2月  |
| 基本番台 | ED79 4   | ED75 774 | 土崎工厂   | 1987年3月  |
| 基本番台 | ED79 5   | ED75 776 | 土崎工厂   | 1986年12月 |
| 基本番台 | ED79 6   | ED75 782 | 土崎工厂   | 1987年3月  |
| 基本番台 | ED79 7   | ED75 763 | 大宮工厂   | 1987年3月  |
| 基本番台 | ED79 8   | ED75 778 | 苗穗工厂   | 1987年2月  |
| 基本番台 | ED79 9   | ED75 779 | 苗穗工厂   | 1987年7月  |
| 基本番台 | ED79 10  | ED75 780 | 苗穗工厂   | 1987年7月  |
| 基本番台 | ED79 11  | ED75 781 | 苗穗工厂   | 1987年11月 |
| 基本番台 | ED79 12  | ED75 784 | 日立製作所 | 1987年3月  |
| 基本番台 | ED79 13  | ED75 785 | 日立製作所 | 1987年3月  |
| 基本番台 | ED79 14  | ED75 786 | 苗穗工厂   | 1987年12月 |
| 基本番台 | ED75 15  | ED75 787 | 苗穗工厂   | 1987年9月  |
| 基本番台 | ED79 16  | ED75 788 | 苗穗工厂   | 1987年10月 |
| 基本番台 | ED79 17  | ED75 789 | 東芝       | 1987年3月  |
| 基本番台 | ED79 18  | ED75 790 | 東芝       | 1987年3月  |
| 基本番台 | ED79 19  | ED75 791 | 東芝       | 1987年3月  |
| 基本番台 | ED79 20  | ED75 760 | 日立製作所 | 1987年3月  |
| 基本番台 | ED79 21  | ED75 783 | 日立製作所 | 1987年3月  |

| 番台区分 | 机车编号 | 前身     | 改造厂   | 落成时间   |
| -------- | -------- | -------- | -------- | ---------- |
| 100番台  | ED79 101 | ED75 769 | 土崎工厂 | 1986年9月  |
| 100番台  | ED79 102 | ED75 718 | 土崎工厂 | 1986年11月 |
| 100番台  | ED79 103 | ED75 717 | 土崎工厂 | 1986年11月 |
| 100番台  | ED79 104 | ED75 720 | 苗穗工厂 | 1987年2月  |
| 100番台  | ED79 105 | ED75 761 | 苗穗工厂 | 1988年2月  |
| 100番台  | ED79 106 | ED75 728 | 苗穗工厂 | 1987年3月  |
| 100番台  | ED79 107 | ED75 719 | 土崎工厂 | 1986年12月 |
| 100番台  | ED79 108 | ED75 724 | 苗穗工厂 | 1987年2月  |
| 100番台  | ED79 109 | ED75 709 | 苗穗工厂 | 1987年3月  |
| 100番台  | ED79 110 | ED75 732 | 苗穗工厂 | 1988年2月  |
| 100番台  | ED79 111 | ED75 731 | 大宮工厂 | 1987年3月  |
| 100番台  | ED79 112 | ED75 738 | 苗穗工厂 | 1987年12月 |
| 100番台  | ED79 113 | ED75 737 | 苗穗工厂 | 1988年3月  |

| 番台区分 | 机车编号 | 前身 | 制造厂 | 落成时间   |
| -------- | -------- | ---- | ------ | ---------- |
| 50番台   | ED79 51  | 新造 | 東芝   | 1989年4月  |
| 50番台   | ED79 52  | 新造 | 東芝   | 1989年5月  |
| 50番台   | ED79 53  | 新造 | 東芝   | 1989年5月  |
| 50番台   | ED79 54  | 新造 | 東芝   | 1989年6月  |
| 50番台   | ED79 55  | 新造 | 東芝   | 1989年7月  |
| 50番台   | ED79 56  | 新造 | 東芝   | 1989年7月  |
| 50番台   | ED79 57  | 新造 | 東芝   | 1989年10月 |
| 50番台   | ED79 58  | 新造 | 東芝   | 1989年10月 |
| 50番台   | ED79 59  | 新造 | 東芝   | 1990年2月  |
| 50番台   | ED79 60  | 新造 | 東芝   | 1990年2月  |

## 运用历史

### JR北海道

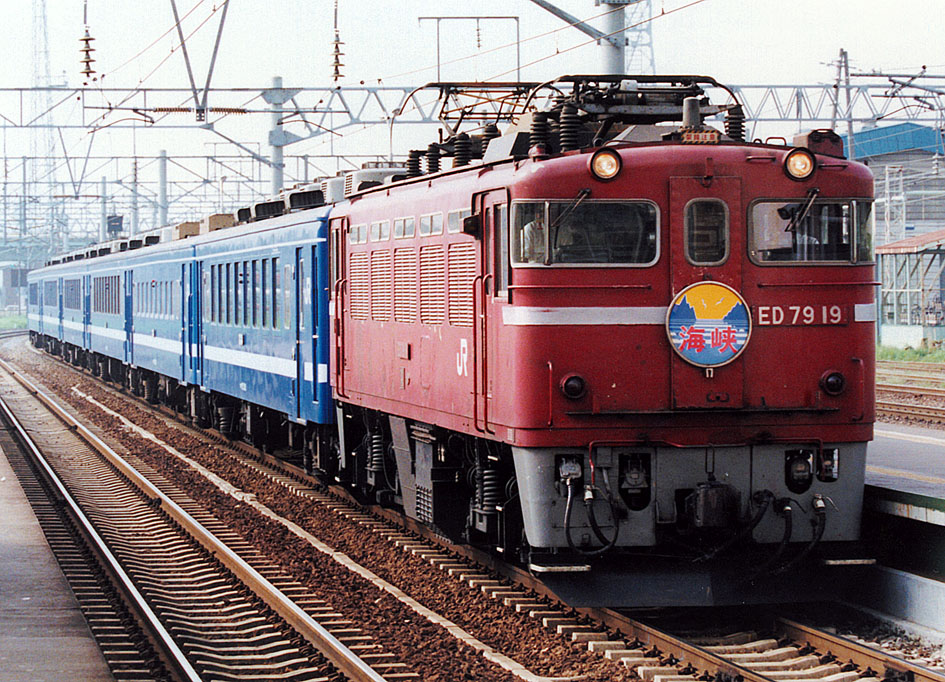
ED79型电力机车牵引“海峡号”列车（1992年）

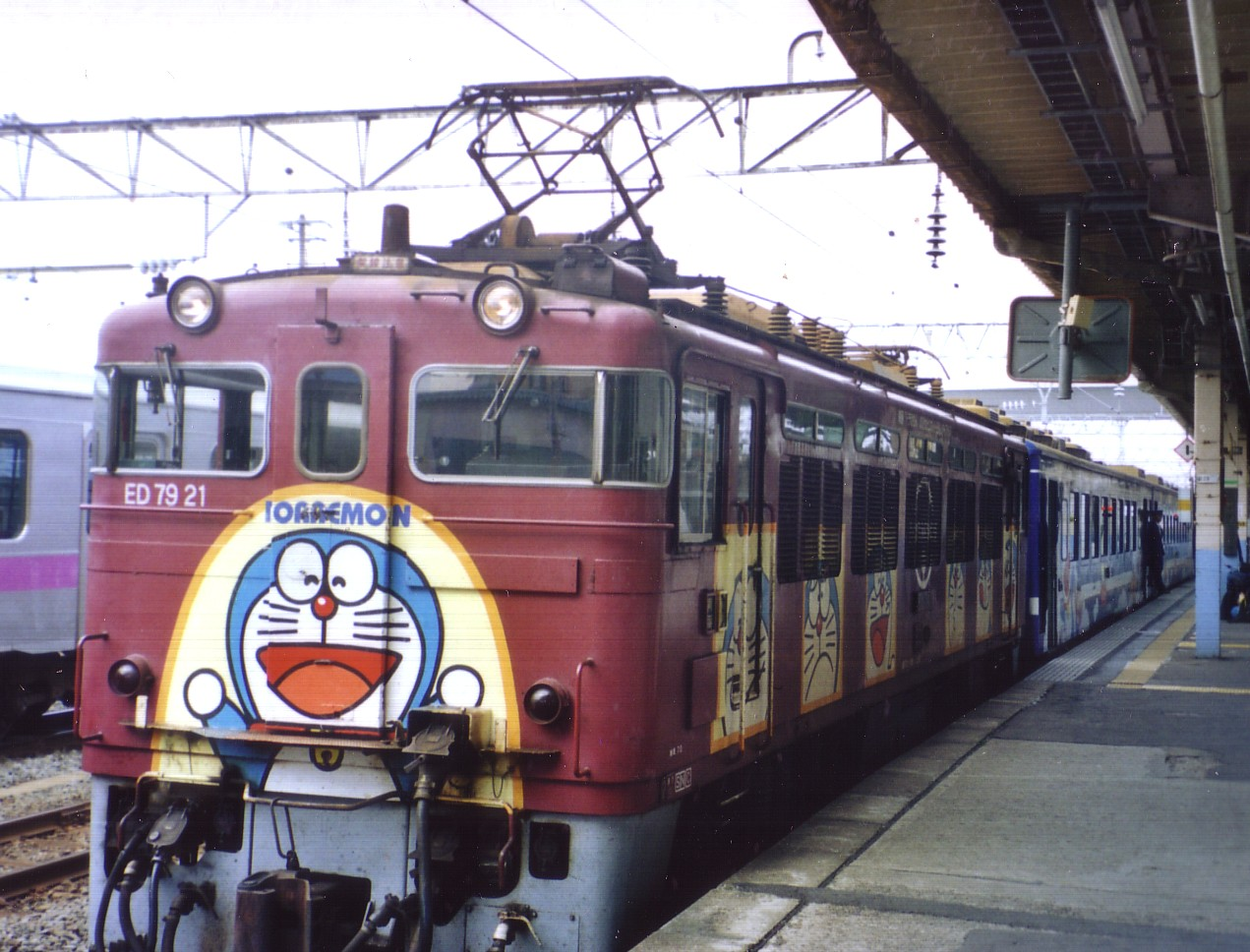
哆啦A梦涂装的ED79型电力机车（2002年）

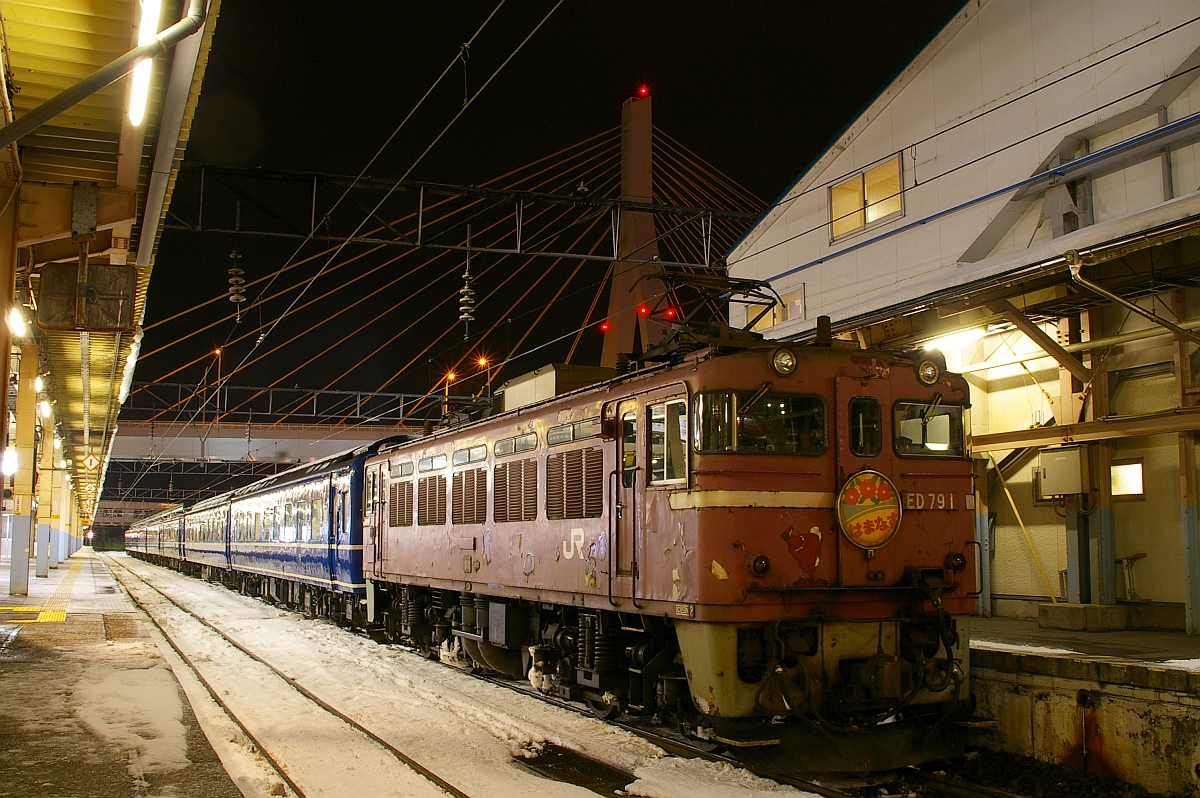
ED79型电力机车牵引“濱梨號”列车（2007年）

青函隧道通车后，EF79型基本番台和100番台机车全部配属JR北海道青函运转所（今函馆运输所青函派出所），主要担当津轻海峡线青森至函馆间的旅客列车牵引任务，包括本州往北海道方向的各次卧铺列车，以及来往青森和函馆间的“海峡号”快速列车。除此之外，JR北海道亦承担了JR货物委托的货运牵引业务，使用ED79型电力机车担当東青森至五稜郭间的货物列车牵引任务，当列车重量大于1000吨则采用重联牵引。
由于青森站为尽头式车站，但基于ED79型电力机车的ATC设备限制，基本番台和100番台机车不能随意改变运用方向，因此，如果机车到达東青森站后需要进入青森站与旅客列车连挂，或到达青森站后进入東青森站与货物列车连挂，则必须先经由青森鐵道線、奥羽货物支线、津輕線组成的三角线（青森信号场—青森站—瀧內信號所）換向，才能夠继续担当旅客列车或货物列车的牵引任务。
1998年起，为了庆祝青函隧道通车十周年及配合“哆啦A梦海底列车”的开行，部分ED79型电力机车在车头和车身两侧画上了哆啦A梦的卡通图案。至1990年代末，由于ED79型基本番台和100番台电力机车的寿命已经将近三十年，多种主要部件例如主变压器、调压开关、真空断路器、无触点开关等亦已经停产，因此JR北海道在1998年和2000年先后从JR东日本购入四台报废的ED75型电力机车，以解决ED79型电力机车后备零部件供应的困难。
2002年12月，随着東北新幹線盛冈至八户间开通运营，借此機會作出了较大范围的运行图调整，六对“海峡号”定期快速列车正式停运，被新登场的“白鸟号”和“超級白鳥號”列车取代，青森和函馆间的日间旅客列车全面升级为特急列車，并且改为使用485系、789系电力动车组。此外，“哆啦A梦海底列车”亦从2003年开始改为使用781系电力动车组，随后哆啦A梦涂装的ED79型电力机车均被恢复原状。
ED79型电力机车长期在青函隧道内的恶劣环境下行驶，车体结构和电器设备的老化速度比一般机车更快，并且不时发生因高湿度环境而造成的各种故障。虽然“海峡号”列车停运后减少了ED79型电力机车的运用，但仍然运行的“北斗星号”、“仙后座号”、“黃昏特快號”等卧铺旅客列车，在相当长一段时间内仍然需要ED79型电力机车担当津轻海峡线的牵引任务。因此JR北海道在2001年底至2003年间，为了将ED79型电力机车的使用寿命再延长十年，在苗穗工厂对其中六台基本番台机车进行了翻新改造，改造内容包括对腐蚀明显的车体部分和空气管路进行修补，以及对绝缘老化的电路系统和电器设备进行更换。
从2006年3月开始，由于JR货物的EH500型电力机车陆续投入运用，其运用范围由东北本线系统扩大至直通北海道，因此不再需要委托JR北海道的ED79型电力机车来承担部分定期货运牵引任务。同一时间，其中一对“日本海号”列车的运行区间缩短为大阪至青森，进一步减少了ED79型电力机车的运用频率。
此后，JR北海道除了保留部分ED79型电力机车继续使用外，开始陆续报废一些状况较差的基本番台机车，2003年首先报废3台（3、6、21），2004年报废2台（2、16），2005年报废3台（5、8、17），2008年报废3台机车（1、15、19）。2012年10月，ED79 10号机车报废後被回送至苗穗工厂，并使用部分零部件来修复ED79 20号机车。而100番台机车自从2006年3月起脱离定期运用后，亦开始逐步封存及报废。2009年3月24日，JR北海道的最后3台ED79型100番台机车（104、107、108）正式报废。部分报废车辆除籍後被回送至九州，为JR九州的ED76型电力机车提供后备零部件。
截至2014年2月，JR北海道仍然拥有9台ED79型电力机车，用于牵引“北斗星号”、“仙后座号”、“黃昏特快號”卧铺特急列车，以及“玫瑰號”夜行急行列車。
2016年3月，由於北海道新幹線的開通，海峽線升壓為25000伏特，JR北海道的ED79已無運用，並全數遭解體，該公司因此完全沒有現役的電力機車，目前0番台僅存報廢後轉賣給JR貨物當器官車放置於五稜郭機關區的ED79-5。

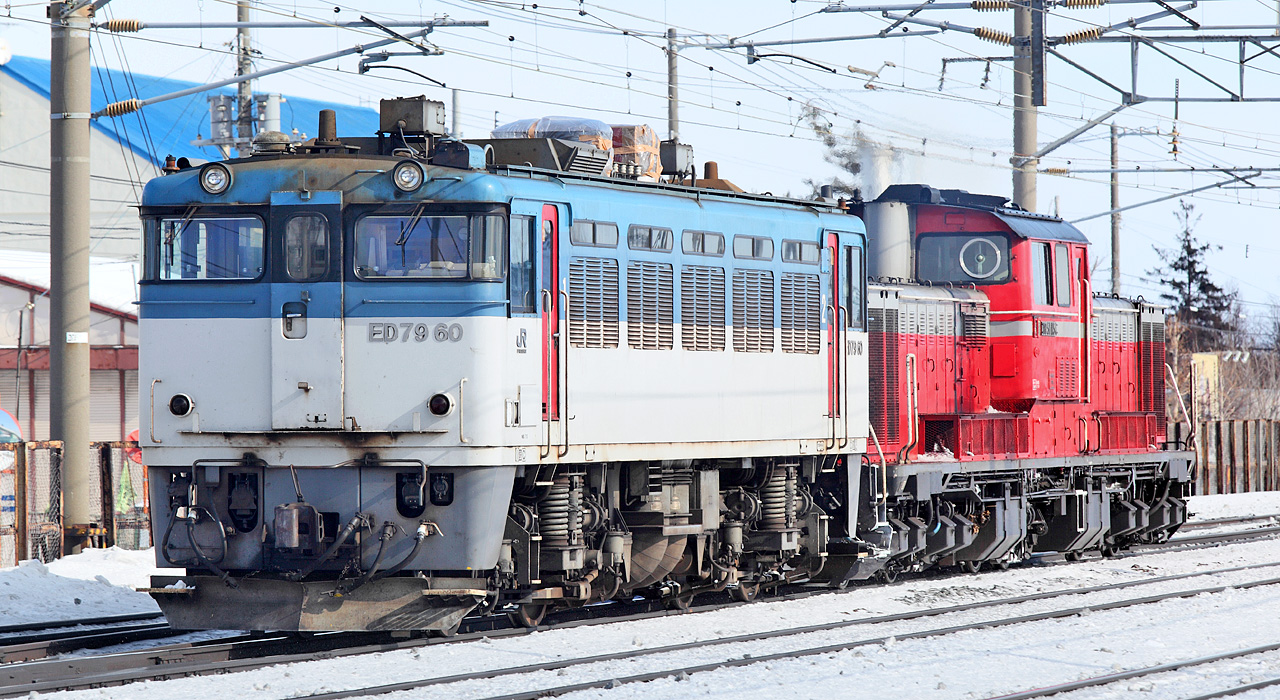
正在被DD51型柴油机车牵引回送至苗穗工厂的ED79 60号机车

### JR货物
ED79型50番台电力机车全部配属JR货物五稜郭机关区，主要担当津轻海峡线青森信号场至五稜郭间的货物列车牵引任务，在过去也曾经担当东北本线东青森至宮城野间的货运牵引任务。
2000年，ED79 56号机车在五稜郭车站内与DD51 1051号机车发生追尾冲突事故。由于ED79 56号机车的车体底架受损变形已无修复价值，事故后就被除籍报废并存放在苗穗工厂内，为其他ED79型电力机车供应零部件。
2016年3月，由於北海道新幹線的開通，通過海峽線的貨物列車改由可使用20000伏特與25000伏特雙電壓的EH800型電力機車牽引，ED79已退役，並全數遭解體。

## 技術特點

### 总体结构
ED79型电力机车是客货运通用的交流电力机车，适用于供电制式为20千伏50赫兹的工频单相交流电气化铁路。机车沿用了与ED75型700番台电力机车相同的车体结构和设备布置，但根据青函隧道的使用环境作出了一些改进。车体两端各设有一个司机室，司机室两侧设有供乘务员乘降的侧门，侧窗采用防腐蚀性能较好的铝制窗框，车顶两端各装有两盏密封光束灯式前照灯。司机室前端中央设有贯通门，以便重聯時乘务人员通过到另一台机车。
车体中部是设有各种机械及电气装置的机械室。以基本番台机车为例，从一端至二端方向顺序布置有第一辅助机械室、变压器室、整流器室、第二辅助机械室。第一辅助机械室设有牵引电动机通风机、劈相机、紧急制动风缸、交流滤波器及各类控制电器。变压器室设有主变压器、调压开关、受电弓断路器、真空断路器、避雷器等设备。整流器室设有晶闸管变流器、再生制动辅助变压器、电磁接触器开关、ATS及ATC装置。第二辅助机械室设有电动空气压缩机、励磁电阻器等设备。车顶安装有两台PS103型下框架交叉式双臂受电弓，其他高压设备包括断路器和避雷器等安装在车体内部。基本番台机车的车顶还设有镇流电阻器。车体下方除了设有两台转向架，还吊装着平波电抗器、总风缸和蓄电池。

### 电气系统
ED79型电力机车是交—直流电传动的交流电力机车，基本番台和50番台机车采用级间晶闸管相控平滑调压的控制方式，并因应青函隧道的长大坡道增加了再生制动功能。主电路系统由空气断路器、主变压器、调压开关、晶闸管整流器、牵引电动机、电路保护装置等部分组成。机车从架空接触网获取高压交流电，首先由主变压器和调压开关构成若干个大调压级，再通过晶闸管整流器平滑调压及转换成脉流电（即方向不变而只有电压变化的直流电），然后供电给四台并联的牵引电动机。
级间晶闸管相控调压结合了变压器低压侧调压和晶闸管相控调压的特点，不仅能够平滑调节牵引电动机的端电压，还有利于提高功率因数及减少谐波电流。完成改造后的基本番台机车继续沿用原本的TM11A型主变压器和调压开关，并拆除了MA1A型磁放大器和RS44型硅整流器，换装具有再生（逆变）功能的RS50型晶闸管变流器，以及励磁变压器、高速断路器、牵引及制动工况转换开关等配套设备。该晶闸管变流器由反并联连接的四个晶闸管（调压级无电弧切换之用）、八个单相全波晶闸管整流（逆变）桥、两个晶闸管和一个续流二极管（再生制动时控制励磁电流之用）组成。当使用再生制动时，直流牵引电动机变为他励直流发电机运转，发出的电能经晶闸管变流器逆变为交流电并反馈到架空接触网，制动力通过控制牵引电动机的励磁电流来调节，车顶上还增加了稳定再生电流的镇流电阻器。
另一方面，由于100番台机车主要搭配基本番台及作为补机使用，因此100番台机车没有使用再生制动的需要，仍保持了和ED75型电力机车相同的主电路，采用级间磁放大器相控调压的控制方式，即是利用变压器低压侧调压配合磁放大器相位控制，并经过硅整流器转换成脉流电，来实现牵引电动机端电压的平滑调节。
每台转向架安装两台MT52C型四极串励直流牵引电动机，小时功率为475千瓦，额定电压为900伏特，牵引电动机抱轴承改为使用滚柱轴承以减少滚动阻力。牵引电动机回路串接有平波电抗器，以减少整流电流的脉动成分和改善电动机的换向性能。为扩大机车的恒功调速范围，还可以对牵引电动机使用二级磁场削弱。

### 信号设备
津輕海峽線实际上是由海峽線全线以及津輕線、江差線、函館本線部分区段组成，其中海峽線的新中小國信號場至木古內車站（含青函隧道）间，使用可在未来兼容在来线和新干线列车的ATC-L型列车自动控制系统自动闭塞制式，而其余路段则使用在来线标准的ATS-S自动闭塞制式。因此，津輕海峽線专用的ED79型电力机车必须适应这两种不同的安全防护制式。
对于ATC-L型列车自动控制系统，基本番台机车两端的排障器下方均设有ATC信号接收器，其中第一端（青森方向）的接收器特别用于接收上行列车的L信号，第二端（函馆方向）的接收器特别用于接收下行列车的U信号，机车两端的司机操纵台均各自对应唯一的行驶方向。而专门作为补机的100番台机车为了削减改造费用，只有在第二端（函馆方向）设有接收器，机车上亦没有安装ATC信号装置。当ED79型电力机车双机重联牵引时，一般以基本番台机车的第二端与100番台机车的第一端对接，两者之间设有ATC信号传输线连接，车端设有ATC专用的KE151H型插座。

### 转向架
机车走行部为两台二轴转向架，一端和二端转向架分别为DT129T、DT129U型。构架采用“日”字形的钢板焊接结构，轴箱采用导框式定位结构。牵引电动机采用轴悬式驱动方式，牵引电动机输出的转矩通过一级减速齿轮传动轮对；由于机车的最大运用速度由100公里/小时提高至110公里/小时，齿轮传动比亦由4.44（16：71）变更为3.83（18：69）。为了补偿因改变传动比而降低的牵引力，ED79型电力机车的轴重由16.8吨提高至17吨。
转向架采用无摇枕的全旁承支重结构，车体全部重量通过四组旁承弹簧由两台转向架支承。一系悬挂为轴箱顶端螺旋弹簧，二系悬挂为构架外侧的旁承弹簧，旁承弹簧采用每侧两个并联的螺旋圆弹簧组，并配有垂向油压减震器。此外，车体和转向架之间还设有回转限位装置和抗蛇行减震器。牵引力和制动力通过“Z”字形低位斜牵引杆装置传递。基础制动装置为双侧闸瓦制动，每个轮对左右各设有一个制动缸，并设有制动横梁以保证两侧闸瓦同步作用，另外还设置了闸瓦间隙自動调整器。

### 技术数据
| 番台区分                  | 基本番台                               | 100番台                                                | 50番台                                 |
| ------------------------- | -------------------------------------- | ------------------------------------------------------ | -------------------------------------- |
| 机车长度（毫米）          | 14,300                                 | 14,300                                                 | 14,300                                 |
| 机车宽度（毫米）          | 2,800                                  | 2,800                                                  | 3,074                                  |
| 机车高度（毫米）          | 4,199                                  | 3,878                                                  | 4,280                                  |
| 运转整备重量（吨）        | 68.0                                   | 68.0                                                   | 67.8                                   |
| 最高运转速度（公里/小时） | 110 km/h                               | 110 km/h                                               | 100 km/h                               |
| 受流电压                  | AC 20kV 50Hz                           | AC 20kV 50Hz                                           | AC 20kV 50Hz                           |
| 轴式                      | Bo-Bo                                  | Bo-Bo                                                  | Bo-Bo                                  |
| 转向架                    | DT129T、DT129U                         | DT129T、DT129U                                         | DT129T、DT129U                         |
| 牵引电动机                | MT52C × 4                              | MT52C × 4                                              | MT52 × 4                               |
| 小时功率（千瓦）          | 1,900                                  | 1,900                                                  | 1,900                                  |
| 持续牵引力（公斤）        | 12,160（小时制）                       | 12,160（小时制）                                       | 12,160（小时制）                       |
| 持续速度（公里/小时）     | 56.5（小时制）                         | 56.5（小时制）                                         | 56.5（小时制）                         |
| 控制方式                  | 低压侧调压开关分级、级间晶闸管相控调压 | 低压侧调压开关分级、级间磁放大器相控调压、硅整流器整流 | 低压侧调压开关分级、级间晶闸管相控调压 |
| 空气制动                  | EL14AS自动空气制动机、制动增压装置     | EL14AS自动空气制动机、制动增压装置                     | EL14AS自动空气制动机、制动增压装置     |
| 电力制动                  | 再生制动                               | 无                                                     | 再生制动                               |
| 安全装置                  | ATC-L、ATS-SN                          | ATC-L、ATS-SN                                          | ATC-L、ATS-SF                          |
| 制造年份                  | 1986年—1987年                          | 1986年—1988年                                          | 1989年—1990年                          |
| 备注                      | 由ED75型700番台机车改造而成            | 由ED75型700番台机车改造而成                            | 新造车辆                               |